# Mellandugla
Mellandugla är en sjö i Uddevalla kommun i Bohuslän och ingår i Bäveån-Örekilsälvens kustområde. Sjön är 3,9 meter djup, har en yta på 0,007 kvadratkilometer och befinner sig 108 meter över havet.